# Exploitation de l'uranium au Niger

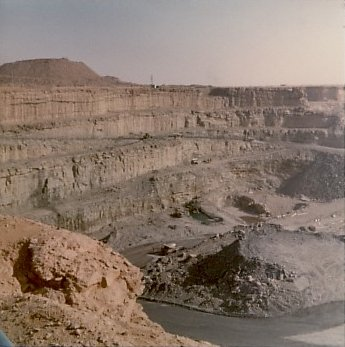
Mine d'uranium d'Arlit.

L'exploitation de l'uranium au Niger par le Commissariat à l'énergie atomique (CEA) débute en 1968 à Arlit, puis à Akokan dans les années 1970. Il est aujourd'hui exploité par l'entreprise française Orano, l'entreprise chinoise CNNC, la Société du patrimoine des mines du Niger et l'entreprise coréenne KEPCO.

## Historique
En 1976, est créée la Compagnie générale des mines, avec un capital de 4,7 milliards de francs CFA. Elle succède à la « direction de la production » du CEA (la « DP »). Elle englobe toutes les activités de production d'uranium du Commissariat à l'Énergie atomique, à savoir l'exploitation de l'uranium en France et en Afrique francophone, et notamment au Niger.
En 2007, Areva est accusé par le gouvernement nigérien de connivence avec la nouvelle rébellion Touareg du Mouvement des Nigériens pour la justice (MNJ) qui opère dans les régions septentrionales du Niger. Le Niger et Areva avaient toutefois renouvelé jusqu'à fin 2007 les accords qui les lient. Le prix de l'uranium va augmenter et le Niger va pouvoir vendre directement pour son propre compte 300 tonnes sur le marché. La même année, la Compagnie nucléaire nationale chinoise (CNNC) s'associe à l'État nigérien pour exploiter l'uranium dans la région d'Azelik.
Areva a annoncé à la mi-janvier 2008 des investissements majeurs (plus d'un milliard d'euros) sur la mine à ciel ouvert d'Imouraren, et la conclusion d'un accord avec les autorités nigériennes. Il est ainsi prévu de créer des emplois directs sur ce site qui devrait devenir la plus grande mine d'uranium d'Afrique de l'Ouest.
Le 16 septembre 2010, cinq collaborateurs de Satom, filiale de Vinci, et un collaborateur d’Areva ainsi que son épouse sont enlevés à Arlit, dans le nord du Niger. À la suite de cet enlèvement, les deux entreprises évacuent tous leurs expatriés du nord du Niger. Des mesures de sécurité complémentaire sont alors définies avec les autorités nigériennes et françaises pour renforcer la protection des salariés des mines d’uranium au Niger. Les otages sont tous libérés en octobre 2013.
En 2009, Areva, devenue Orano, crée la société Imouraren SA dans le but d'exploiter la mine d'uranium d'Imouraren, puis le projet est « gelé » en 2014.
Le 31 mars 2021, la mine souterraine d'Akouta cesse sa production, ayant épuisé ses ressources ; 600 salariés sont licenciés. La décision de fermeture a été prise le 23 octobre 2021[Passage contradictoire] par le conseil d'administration de la Cominak en raison de la chute des prix du minerai d'uranium sur les marchés : le kilo d'uranium est passé sur les marchés de 40 dollars en 2014 à 25 dollars en juillet 2019.
En 2021, l’entreprise française extrait 1 996 tonnes d’uranium métal, soit environ 30 % de sa production mondiale annuelle. D'une manière générale, la France importe moins du Niger en raison des coûts de production locaux qui sont élevés, l’uranium nigérien représentant dans les années 2020 15 à 17 % des importations françaises.
Le 20 juin 2024, le gouvernement militaire au pouvoir au Niger retire à Orano le permis d'exploitation de la mine d'uranium d'Imouraren, dans le nord du pays, malgré la réouverture du chantier le 4 juin 2024. Imouraren est l'un des plus grands gisements d'uranium au monde, ses réserves sont estimées à 200 000 tonnes. Le Niger fournit 4,7 % de la production mondiale d'uranium naturel en 2021.
Le 21 janvier 2025, Orano engage un deuxième arbitrage, auprès du Centre international pour le règlement des différends relatifs aux investissements (Cirdi), à l’encontre du gouvernement du Niger, après la perte de contrôle de sa filiale locale, la Société des mines de l'Aïr (Somaïr).
En juin 2025, l’État du Niger décide, lors d'un conseil des ministres, « de nationaliser la Société des mines de l'Aïr, filiale d'Orano au Niger ; les actions et le patrimoine de la Somaïr sont intégralement transférés en toute propriété à l’État du Niger ».

## Statistiques
|                          | 1971 | 1975 | 1980 | 1985 | 1990 | 1995 | 2000 | 2005 | 2009 | 2016 |
| ------------------------ | ---- | ---- | ---- | ---- | ---- | ---- | ---- | ---- | ---- | ---- |
| Uranium extrait (tonnes) | 410  | 1306 | 4132 | 3181 | 2832 | 2974 | 2898 | 3093 | 3245 | 3949 |

## Pollution
En mars 2022 France 5 révèle la pollution[Combien ?][Laquelle ?] générée par Areva dans l’exploitation de l'uranium aussi bien au Niger qu'en France.

## Sites
Liste des sites d'exploitation de l'uranium au Niger en février 2021 :
- Mines d'Arlit, Niger (exploitée par la Somaïr, une filiale d'Orano Cycle) ;
- Mines d'Akouta, Niger (exploitée par la Cominak, une filiale d'Orano Cycle) : arrêt programmé en mars 2021 ;
- Mine d'uranium d'Imouraren, Niger (exploitation projetée par Orano Cycle).

### Lins externes
- Areva au Niger : à qui profite l'uranium ?, OXFAM, 19 décembre 2013